# Aligdjer
Aligdjer (en rus: Алыгджер) és un poble de l'óblast d'Irkutsk, a Rússia, que el 2017 tenia 526 habitants.